# De Arbeiderspers

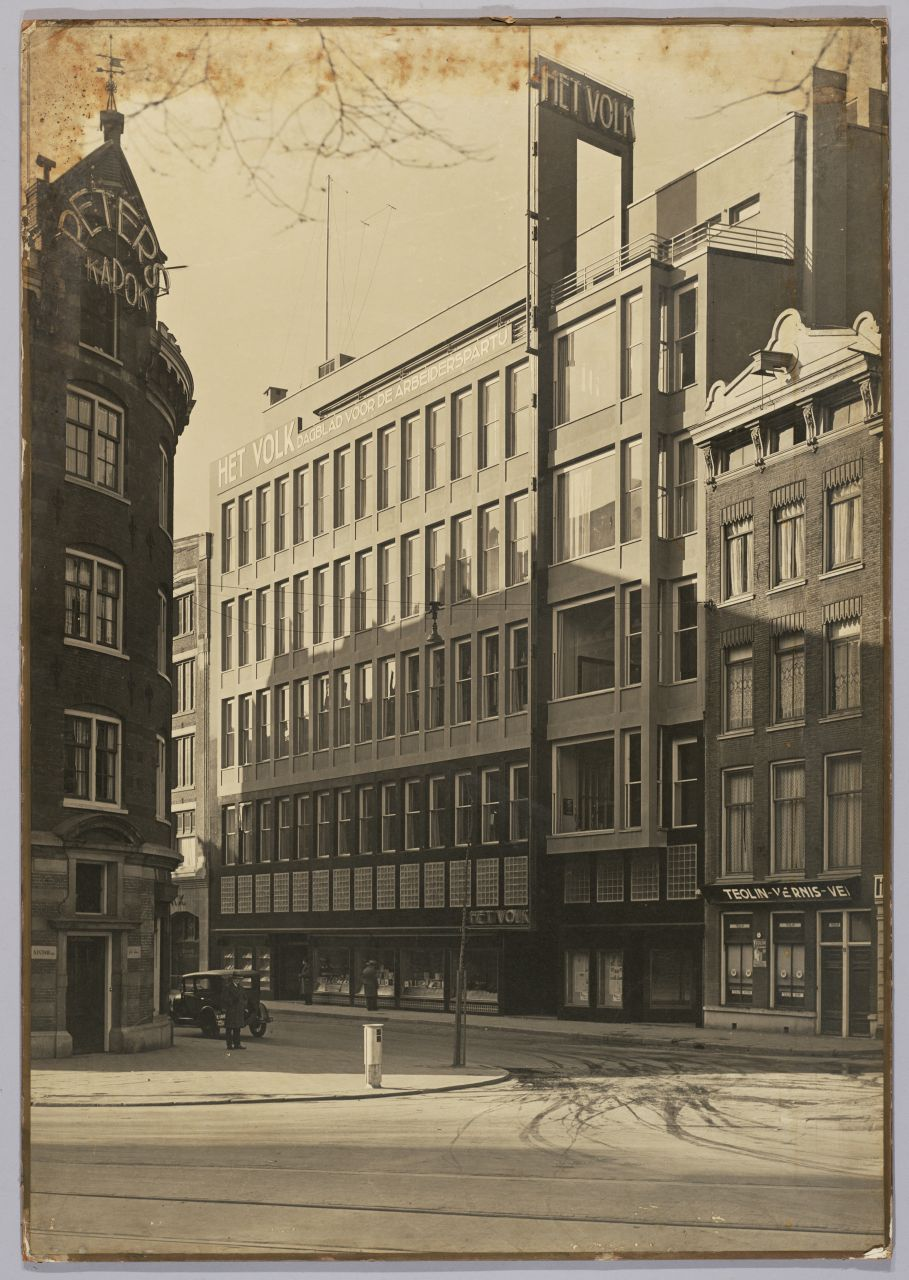
Ehemaliger Sitz des Verlages (1930)

De Arbeiderspers - auf Deutsch Arbeiterpresse - ist ein 1929 gegründeter niederländischer Verlag mit Sitz in Amsterdam.
Er begann mit einem sozialistischen Programm. Der Journalist Johan Winkler war damals zuständig für die im Haus erschienenen Zeitungen, u. a. Het Vrije Volk. Es arbeitete auch Cas Oorthuys im Hause. Später stellte er sich breiter auf. 2012 ging er auf A.W. Bruna Uitgevers über.
De Arbeiderspers ist heute auf Sachbücher spezialisiert und verlegte im Laufe der Zeit Autoren wie Jeroen Brouwers, Elias Canetti, Maarten ’t Hart, Gerrit Komrij, Gert Ledig und Aya Zikken.